# NGC 2509
NGC 2509 is een open sterrenhoop in het sterrenbeeld Achtersteven. Het hemelobject werd op 3 december 1783 ontdekt door de Duits-Britse astronoom William Herschel.

## Synoniemen
- OCL 630
- ESO 561-SC7